# Gran Camiño 2022
Le Gran Camiño 2022 (O Gran Camiño en galicien, soit littéralement La Grande Route), est la 1re édition de cette course cycliste sur route masculine espagnole. Il a lieu en Galice sur quatre étapes, du 24 au 27 février 2022, avec un départ à Porriño et une arrivée à Sarria. Il fait partie du calendrier UCI Europe Tour 2022 en catégorie 2.1. 

## Équipes participantes
18 équipes participent à la course : 4 UCI WorldTeams, 9 UCI ProTeams et 5 équipes continentales :
| WorldTeams (4)- Cofidis - EF Education-EasyPost - Israel-Premier Tech - Movistar Team ProTeams (8)- Bardiani-CSF-Faizanè - Burgos-BH - Caja Rural-Seguros RGA - Drone Hopper-Androni Giocattoli - Eolo-Kometa - Equipo Kern Pharma - Euskaltel-Euskadi - Human Powered Health Équipes continentales (5)- Atum General-Tavira-Maria Nova Hotel - Efapel Cycling - Manuela Fundación Continental - Rádio Popular-Paredes-Boavista - W52-FC Porto |
| |

## Étapes
L'épreuve compte quatre étapes réparties en une étape de plaine, une étape de moyenne montagne, une étape de montagne et un contre-la-montre individuel, pour une distance totale de 506,8 kilomètres. 
| Étape     | Date    | Villes étapes                        | type                        | Distance (km) | Vainqueur d'étape   | Leader du classement général |
| --------- | ------- | ------------------------------------ | --------------------------- | ------------- | ------------------- | ---------------------------- |
| 1re étape | 24 fév. | O Porriño – Vigo                     | étape de plaine             | 165           | Magnus Cort Nielsen | Magnus Cort Nielsen          |
| 2e étape  | 25 fév. | Bertamiráns – Mirador de Ézaro       | étape vallonnée             | 177,6         | Michael Woods       | Michael Woods                |
| 3e étape  | 26 fév. | Maceda – Luíntra, Nogueira de Ramuín | étape de moyenne montagne   | 148,4         | Alejandro Valverde  | Michael Woods                |
| 4e étape  | 27 fév. | Sarria – Sarria                      | contre-la-montre individuel | 15,8          | Mark Padun          | Alejandro Valverde           |

## Déroulement de la course

### 1reétape
| \| Classement de l'étape \| Classement de l'étape \| Classement de l'étape \| Classement de l'étape \| Classement de l'étape \| \| Coureur \| Coureur \| Pays \| Équipe \| Temps \| \| --------------------- \| --------------------- \| --------------------- \| ------------------------------------ \| --------------------- \| \| 1er \| Magnus Cort Nielsen \| Danemark \| EF Education-EasyPost \| 3 h 56 min 59 s \| \| 2e \| Giovanni Lonardi \| Italie \| Eolo-Kometa \| + 0 s \| \| 3e \| Alejandro Valverde \| Espagne \| Movistar Team \| + 0 s \| \| 4e \| Orluis Aular \| Venezuela \| Caja Rural-Seguros RGA \| + 0 s \| \| 5e \| Daniel Freitas \| Portugal \| Rádio Popular-Paredes-Boavista \| + 0 s \| \| 6e \| Gonzalo Serrano \| Espagne \| Movistar Team \| + 0 s \| \| 7e \| Fernando Barceló \| Espagne \| Caja Rural-Seguros RGA \| + 0 s \| \| 8e \| Filippo Fiorelli \| Italie \| Bardiani CSF Faizanè \| + 0 s \| \| 9e \| Stephen Bassett \| États-Unis \| Human Powered Health \| + 0 s \| \| 10e \| Delio Fernández \| Espagne \| Atum General-Tavira-Maria Nova Hotel \| + 0 s \| |                     |            |                                      |                 |
| |                     |            |                                      |                 |
| Source : ProCyclingStats |                     |            |                                      |                 |
| Classement de l'étape |                     |            |                                      |                 |
| Coureur | Coureur             | Pays       | Équipe                               | Temps           |
| 1er | Magnus Cort Nielsen | Danemark   | EF Education-EasyPost                | 3 h 56 min 59 s |
| 2e | Giovanni Lonardi    | Italie     | Eolo-Kometa                          | + 0 s           |
| 3e | Alejandro Valverde  | Espagne    | Movistar Team                        | + 0 s           |
| 4e | Orluis Aular        | Venezuela  | Caja Rural-Seguros RGA               | + 0 s           |
| 5e | Daniel Freitas      | Portugal   | Rádio Popular-Paredes-Boavista       | + 0 s           |
| 6e | Gonzalo Serrano     | Espagne    | Movistar Team                        | + 0 s           |
| 7e | Fernando Barceló    | Espagne    | Caja Rural-Seguros RGA               | + 0 s           |
| 8e | Filippo Fiorelli    | Italie     | Bardiani CSF Faizanè                 | + 0 s           |
| 9e | Stephen Bassett     | États-Unis | Human Powered Health                 | + 0 s           |
| 10e | Delio Fernández     | Espagne    | Atum General-Tavira-Maria Nova Hotel | + 0 s           |

| \| Classement général \| Classement général \| Classement général \| Classement général \| Classement général \| \| Coureur \| Coureur \| Pays \| Équipe \| Temps \| \| ------------------ \| ------------------- \| ------------------ \| ---------------------- \| ------------------ \| \| 1er \| Magnus Cort Nielsen \| Danemark \| EF Education-EasyPost \| 3 h 56 min 49 s \| \| 2e \| Giovanni Lonardi \| Italie \| Eolo-Kometa \| + 4 s \| \| 3e \| Alejandro Valverde \| Espagne \| Movistar Team \| + 6 s \| \| 4e \| José Gonçalves \| Portugal \| W52-FC Porto \| + 7 s \| \| 5e \| Adrià Moreno \| Espagne \| Burgos-BH \| + 7 s \| \| 6e \| Rubén Fernández \| Espagne \| Cofidis \| + 8 s \| \| 7e \| Antonio Angulo \| Espagne \| Euskaltel-Euskadi \| + 8 s \| \| 8e \| Jetse Bol \| Pays-Bas \| Burgos-BH \| + 9 s \| \| 9e \| Jon Barrenetxea \| Espagne \| Caja Rural-Seguros RGA \| + 9 s \| \| 10e \| Orluis Aular \| Venezuela \| Caja Rural-Seguros RGA \| + 10 s \| |                     |           |                        |                 |
| |                     |           |                        |                 |
| Source : ProCyclingStats |                     |           |                        |                 |
| Classement général |                     |           |                        |                 |
| Coureur | Coureur             | Pays      | Équipe                 | Temps           |
| 1er | Magnus Cort Nielsen | Danemark  | EF Education-EasyPost  | 3 h 56 min 49 s |
| 2e | Giovanni Lonardi    | Italie    | Eolo-Kometa            | + 4 s           |
| 3e | Alejandro Valverde  | Espagne   | Movistar Team          | + 6 s           |
| 4e | José Gonçalves      | Portugal  | W52-FC Porto           | + 7 s           |
| 5e | Adrià Moreno        | Espagne   | Burgos-BH              | + 7 s           |
| 6e | Rubén Fernández     | Espagne   | Cofidis                | + 8 s           |
| 7e | Antonio Angulo      | Espagne   | Euskaltel-Euskadi      | + 8 s           |
| 8e | Jetse Bol           | Pays-Bas  | Burgos-BH              | + 9 s           |
| 9e | Jon Barrenetxea     | Espagne   | Caja Rural-Seguros RGA | + 9 s           |
| 10e | Orluis Aular        | Venezuela | Caja Rural-Seguros RGA | + 10 s          |

### 2eétape
| \| Classement de l'étape \| Classement de l'étape \| Classement de l'étape \| Classement de l'étape \| Classement de l'étape \| \| Coureur \| Coureur \| Pays \| Équipe \| Temps \| \| --------------------- \| --------------------- \| --------------------- \| ------------------------------------ \| --------------------- \| \| 1er \| Michael Woods \| Canada \| Israel-Premier Tech \| 4 h 35 min 52 s \| \| 2e \| Alejandro Valverde \| Espagne \| Movistar Team \| + 16 s \| \| 3e \| Rubén Fernández \| Espagne \| Cofidis \| + 37 s \| \| 4e \| Iván Sosa \| Colombie \| Movistar Team \| + 37 s \| \| 5e \| Jakob Fuglsang \| Danemark \| Israel-Premier Tech \| + 39 s \| \| 6e \| Alexander Cepeda \| Équateur \| Drone Hopper-Androni Giocattoli \| + 39 s \| \| 7e \| Delio Fernández \| Espagne \| Atum General-Tavira-Maria Nova Hotel \| + 42 s \| \| 8e \| José Neves \| Portugal \| W52-FC Porto \| + 45 s \| \| 9e \| Davide Villella \| Italie \| Cofidis \| + 45 s \| \| 10e \| Eduardo Sepúlveda \| Argentine \| Drone Hopper-Androni Giocattoli \| + 45 s \| |                    |           |                                      |                 |
| |                    |           |                                      |                 |
| Source : ProCyclingStats |                    |           |                                      |                 |
| Classement de l'étape |                    |           |                                      |                 |
| Coureur | Coureur            | Pays      | Équipe                               | Temps           |
| 1er | Michael Woods      | Canada    | Israel-Premier Tech                  | 4 h 35 min 52 s |
| 2e | Alejandro Valverde | Espagne   | Movistar Team                        | + 16 s          |
| 3e | Rubén Fernández    | Espagne   | Cofidis                              | + 37 s          |
| 4e | Iván Sosa          | Colombie  | Movistar Team                        | + 37 s          |
| 5e | Jakob Fuglsang     | Danemark  | Israel-Premier Tech                  | + 39 s          |
| 6e | Alexander Cepeda   | Équateur  | Drone Hopper-Androni Giocattoli      | + 39 s          |
| 7e | Delio Fernández    | Espagne   | Atum General-Tavira-Maria Nova Hotel | + 42 s          |
| 8e | José Neves         | Portugal  | W52-FC Porto                         | + 45 s          |
| 9e | Davide Villella    | Italie    | Cofidis                              | + 45 s          |
| 10e | Eduardo Sepúlveda  | Argentine | Drone Hopper-Androni Giocattoli      | + 45 s          |

| \| Classement général \| Classement général \| Classement général \| Classement général \| Classement général \| \| Coureur \| Coureur \| Pays \| Équipe \| Temps \| \| ------------------ \| ------------------ \| ------------------ \| ------------------------------------ \| ------------------ \| \| 1er \| Michael Woods \| Canada \| Israel-Premier Tech \| 8 h 32 min 40 s \| \| 2e \| Alejandro Valverde \| Espagne \| Movistar Team \| + 17 s \| \| 3e \| Rubén Fernández \| Espagne \| Cofidis \| + 42 s \| \| 4e \| Iván Sosa \| Colombie \| Movistar Team \| + 48 s \| \| 5e \| Alexander Cepeda \| Équateur \| Drone Hopper-Androni Giocattoli \| + 50 s \| \| 6e \| Jakob Fuglsang \| Danemark \| Israel-Premier Tech \| + 50 s \| \| 7e \| Delio Fernández \| Espagne \| Atum General-Tavira-Maria Nova Hotel \| + 53 s \| \| 8e \| Roger Adrià \| Espagne \| Equipo Kern Pharma \| + 56 s \| \| 9e \| Filippo Zana \| Italie \| Bardiani CSF Faizanè \| + 56 s \| \| 10e \| José Neves \| Portugal \| W52-FC Porto \| + 56 s \| |                    |          |                                      |                 |
| |                    |          |                                      |                 |
| Source : ProCyclingStats |                    |          |                                      |                 |
| Classement général |                    |          |                                      |                 |
| Coureur | Coureur            | Pays     | Équipe                               | Temps           |
| 1er | Michael Woods      | Canada   | Israel-Premier Tech                  | 8 h 32 min 40 s |
| 2e | Alejandro Valverde | Espagne  | Movistar Team                        | + 17 s          |
| 3e | Rubén Fernández    | Espagne  | Cofidis                              | + 42 s          |
| 4e | Iván Sosa          | Colombie | Movistar Team                        | + 48 s          |
| 5e | Alexander Cepeda   | Équateur | Drone Hopper-Androni Giocattoli      | + 50 s          |
| 6e | Jakob Fuglsang     | Danemark | Israel-Premier Tech                  | + 50 s          |
| 7e | Delio Fernández    | Espagne  | Atum General-Tavira-Maria Nova Hotel | + 53 s          |
| 8e | Roger Adrià        | Espagne  | Equipo Kern Pharma                   | + 56 s          |
| 9e | Filippo Zana       | Italie   | Bardiani CSF Faizanè                 | + 56 s          |
| 10e | José Neves         | Portugal | W52-FC Porto                         | + 56 s          |

### 3eétape
| \| Classement de l'étape \| Classement de l'étape \| Classement de l'étape \| Classement de l'étape \| Classement de l'étape \| \| Coureur \| Coureur \| Pays \| Équipe \| Temps \| \| --------------------- \| --------------------- \| --------------------- \| ---------------------- \| --------------------- \| \| 1er \| Alejandro Valverde \| Espagne \| Movistar Team \| 3 h 42 min 42 s \| \| 2e \| Michael Woods \| Canada \| Israel-Premier Tech \| + 0 s \| \| 3e \| Iván Sosa \| Colombie \| Movistar Team \| + 0 s \| \| 4e \| Igor Arrieta \| Espagne \| Equipo Kern Pharma \| + 51 s \| \| 5e \| Mark Padun \| Ukraine \| EF Education-EasyPost \| + 51 s \| \| 6e \| Ion Izagirre \| Espagne \| Cofidis \| + 51 s \| \| 7e \| Rubén Fernández \| Espagne \| Cofidis \| + 51 s \| \| 8e \| Filippo Zana \| Italie \| Bardiani CSF Faizanè \| + 1 min 31 s \| \| 9e \| Urko Berrade \| Espagne \| Equipo Kern Pharma \| + 1 min 31 s \| \| 10e \| Jefferson Cepeda \| Équateur \| Caja Rural-Seguros RGA \| + 1 min 31 s \| |                    |          |                        |                 |
| |                    |          |                        |                 |
| Source : ProCyclingStats |                    |          |                        |                 |
| Classement de l'étape |                    |          |                        |                 |
| Coureur | Coureur            | Pays     | Équipe                 | Temps           |
| 1er | Alejandro Valverde | Espagne  | Movistar Team          | 3 h 42 min 42 s |
| 2e | Michael Woods      | Canada   | Israel-Premier Tech    | + 0 s           |
| 3e | Iván Sosa          | Colombie | Movistar Team          | + 0 s           |
| 4e | Igor Arrieta       | Espagne  | Equipo Kern Pharma     | + 51 s          |
| 5e | Mark Padun         | Ukraine  | EF Education-EasyPost  | + 51 s          |
| 6e | Ion Izagirre       | Espagne  | Cofidis                | + 51 s          |
| 7e | Rubén Fernández    | Espagne  | Cofidis                | + 51 s          |
| 8e | Filippo Zana       | Italie   | Bardiani CSF Faizanè   | + 1 min 31 s    |
| 9e | Urko Berrade       | Espagne  | Equipo Kern Pharma     | + 1 min 31 s    |
| 10e | Jefferson Cepeda   | Équateur | Caja Rural-Seguros RGA | + 1 min 31 s    |

| \| Classement général \| Classement général \| Classement général \| Classement général \| Classement général \| \| Coureur \| Coureur \| Pays \| Équipe \| Temps \| \| ------------------ \| ------------------ \| ------------------ \| ---------------------- \| ------------------ \| \| 1er \| Michael Woods \| Canada \| Israel-Premier Tech \| 12 h 15 min 16 s \| \| 2e \| Alejandro Valverde \| Espagne \| Movistar Team \| + 10 s \| \| 3e \| Iván Sosa \| Colombie \| Movistar Team \| + 50 s \| \| 4e \| Rubén Fernández \| Espagne \| Cofidis \| + 1 min 39 s \| \| 5e \| Igor Arrieta \| Espagne \| Equipo Kern Pharma \| + 2 min 07 s \| \| 6e \| Mark Padun \| Ukraine \| EF Education-EasyPost \| + 2 min 09 s \| \| 7e \| Ion Izagirre \| Espagne \| Cofidis \| + 2 min 21 s \| \| 8e \| Filippo Zana \| Italie \| Bardiani CSF Faizanè \| + 2 min 33 s \| \| 9e \| Jefferson Cepeda \| Équateur \| Caja Rural-Seguros RGA \| + 2 min 33 s \| \| 10e \| Urko Berrade \| Espagne \| Equipo Kern Pharma \| + 2 min 52 s \| |                    |          |                        |                  |
| |                    |          |                        |                  |
| Source : ProCyclingStats |                    |          |                        |                  |
| Classement général |                    |          |                        |                  |
| Coureur | Coureur            | Pays     | Équipe                 | Temps            |
| 1er | Michael Woods      | Canada   | Israel-Premier Tech    | 12 h 15 min 16 s |
| 2e | Alejandro Valverde | Espagne  | Movistar Team          | + 10 s           |
| 3e | Iván Sosa          | Colombie | Movistar Team          | + 50 s           |
| 4e | Rubén Fernández    | Espagne  | Cofidis                | + 1 min 39 s     |
| 5e | Igor Arrieta       | Espagne  | Equipo Kern Pharma     | + 2 min 07 s     |
| 6e | Mark Padun         | Ukraine  | EF Education-EasyPost  | + 2 min 09 s     |
| 7e | Ion Izagirre       | Espagne  | Cofidis                | + 2 min 21 s     |
| 8e | Filippo Zana       | Italie   | Bardiani CSF Faizanè   | + 2 min 33 s     |
| 9e | Jefferson Cepeda   | Équateur | Caja Rural-Seguros RGA | + 2 min 33 s     |
| 10e | Urko Berrade       | Espagne  | Equipo Kern Pharma     | + 2 min 52 s     |

### 4eétape
| \| Classement de l'étape \| Classement de l'étape \| Classement de l'étape \| Classement de l'étape \| Classement de l'étape \| \| Coureur \| Coureur \| Pays \| Équipe \| Temps \| \| --------------------- \| --------------------- \| --------------------- \| --------------------- \| --------------------- \| \| 1er \| Mark Padun \| Ukraine \| EF Education-EasyPost \| 20 min 19 s \| \| 2e \| Jesús Herrada \| Espagne \| Cofidis \| + 5 s \| \| 3e \| Alejandro Valverde \| Espagne \| Movistar Team \| + 10 s \| \| 4e \| Ion Izagirre \| Espagne \| Cofidis \| + 10 s \| \| 5e \| Derek Gee \| Canada \| Israel-Premier Tech \| + 11 s \| \| 6e \| José Neves \| Portugal \| W52-FC Porto \| + 16 s \| \| 7e \| Nélson Oliveira \| Portugal \| Movistar Team \| + 17 s \| \| 8e \| Urko Berrade \| Espagne \| Equipo Kern Pharma \| + 22 s \| \| 9e \| Carlos Canal \| Espagne \| Euskaltel-Euskadi \| + 26 s \| \| 10e \| Michael Woods \| Canada \| Israel-Premier Tech \| + 27 s \| |                    |          |                       |             |
| |                    |          |                       |             |
| Source : ProCyclingStats |                    |          |                       |             |
| Classement de l'étape |                    |          |                       |             |
| Coureur | Coureur            | Pays     | Équipe                | Temps       |
| 1er | Mark Padun         | Ukraine  | EF Education-EasyPost | 20 min 19 s |
| 2e | Jesús Herrada      | Espagne  | Cofidis               | + 5 s       |
| 3e | Alejandro Valverde | Espagne  | Movistar Team         | + 10 s      |
| 4e | Ion Izagirre       | Espagne  | Cofidis               | + 10 s      |
| 5e | Derek Gee          | Canada   | Israel-Premier Tech   | + 11 s      |
| 6e | José Neves         | Portugal | W52-FC Porto          | + 16 s      |
| 7e | Nélson Oliveira    | Portugal | Movistar Team         | + 17 s      |
| 8e | Urko Berrade       | Espagne  | Equipo Kern Pharma    | + 22 s      |
| 9e | Carlos Canal       | Espagne  | Euskaltel-Euskadi     | + 26 s      |
| 10e | Michael Woods      | Canada   | Israel-Premier Tech   | + 27 s      |

## Classements finals

### Classement général final
| \| Classement général \| Classement général \| Classement général \| Classement général \| Classement général \| \| Coureur \| Coureur \| Pays \| Équipe \| Temps \| \| ------------------ \| ------------------ \| ------------------ \| --------------------- \| ------------------ \| \| 1er \| Alejandro Valverde \| Espagne \| Movistar Team \| 12 h 35 min 55 s \| \| 2e \| Michael Woods \| Canada \| Israel-Premier Tech \| + 7 s \| \| 3e \| Mark Padun \| Ukraine \| EF Education-EasyPost \| + 1 min 49 s \| \| 4e \| Rubén Fernández \| Espagne \| Cofidis \| + 1 min 55 s \| \| 5e \| Iván Sosa \| Colombie \| Movistar Team \| + 1 min 57 s \| \| 6e \| Ion Izagirre \| Espagne \| Cofidis \| + 2 min 11 s \| \| 7e \| Igor Arrieta \| Espagne \| Equipo Kern Pharma \| + 2 min 35 s \| \| 8e \| Urko Berrade \| Espagne \| Equipo Kern Pharma \| + 2 min 54 s \| \| 9e \| Jesús Herrada \| Espagne \| Cofidis \| + 3 min 01 s \| \| 10e \| Jakob Fuglsang \| Danemark \| Israel-Premier Tech \| + 3 min 04 s \| |                    |          |                       |                  |
| |                    |          |                       |                  |
| Source : ProCyclingStats |                    |          |                       |                  |
| Classement général |                    |          |                       |                  |
| Coureur | Coureur            | Pays     | Équipe                | Temps            |
| 1er | Alejandro Valverde | Espagne  | Movistar Team         | 12 h 35 min 55 s |
| 2e | Michael Woods      | Canada   | Israel-Premier Tech   | + 7 s            |
| 3e | Mark Padun         | Ukraine  | EF Education-EasyPost | + 1 min 49 s     |
| 4e | Rubén Fernández    | Espagne  | Cofidis               | + 1 min 55 s     |
| 5e | Iván Sosa          | Colombie | Movistar Team         | + 1 min 57 s     |
| 6e | Ion Izagirre       | Espagne  | Cofidis               | + 2 min 11 s     |
| 7e | Igor Arrieta       | Espagne  | Equipo Kern Pharma    | + 2 min 35 s     |
| 8e | Urko Berrade       | Espagne  | Equipo Kern Pharma    | + 2 min 54 s     |
| 9e | Jesús Herrada      | Espagne  | Cofidis               | + 3 min 01 s     |
| 10e | Jakob Fuglsang     | Danemark | Israel-Premier Tech   | + 3 min 04 s     |

### Classements annexes
| Classement par points | Classement par points | Classement par points | Classement par points | Classement par points |
| Coureur               | Coureur               | Pays                  | Équipe                | Points                |
| --------------------- | --------------------- | --------------------- | --------------------- | --------------------- |
| 1er                   | Alejandro Valverde    | Espagne               | Movistar Team         | 119 pts               |
| 2e                    | Michael Woods         | Canada                | Israel-Premier Tech   | 77 pts                |
| 3e                    | Antonio Angulo        | Espagne               | Euskaltel-Euskadi     | 77 pts                |
| 4e                    | Rubén Fernández       | Espagne               | Cofidis               | 56 pts                |
| 5e                    | Óscar Cabedo          | Espagne               | Burgos-BH             | 49 pts                |
| 6e                    | Mark Padun            | Ukraine               | EF Education-EasyPost | 47 pts                |
| 7e                    | Iván Sosa             | Colombie              | Movistar Team         | 41 pts                |
| 8e                    | Jetse Bol             | Pays-Bas              | Burgos-BH             | 37 pts                |
| 9e                    | Ion Izagirre          | Espagne               | Cofidis               | 34 pts                |
| 10e                   | Jesús Herrada         | Espagne               | Cofidis               | 30 pts                |

| Classement par points | Classement par points | Classement par points | Classement par points | Classement par points |
| Coureur               | Coureur               | Pays                  | Équipe                | Points                |
| --------------------- | --------------------- | --------------------- | --------------------- | --------------------- |
| 1er                   | Alejandro Valverde    | Espagne               | Movistar Team         | 119 pts               |
| 2e                    | Michael Woods         | Canada                | Israel-Premier Tech   | 77 pts                |
| 3e                    | Antonio Angulo        | Espagne               | Euskaltel-Euskadi     | 77 pts                |
| 4e                    | Rubén Fernández       | Espagne               | Cofidis               | 56 pts                |
| 5e                    | Óscar Cabedo          | Espagne               | Burgos-BH             | 49 pts                |
| 6e                    | Mark Padun            | Ukraine               | EF Education-EasyPost | 47 pts                |
| 7e                    | Iván Sosa             | Colombie              | Movistar Team         | 41 pts                |
| 8e                    | Jetse Bol             | Pays-Bas              | Burgos-BH             | 37 pts                |
| 9e                    | Ion Izagirre          | Espagne               | Cofidis               | 34 pts                |
| 10e                   | Jesús Herrada         | Espagne               | Cofidis               | 30 pts                |

| Classement de la montagne | Classement de la montagne | Classement de la montagne | Classement de la montagne | Classement de la montagne |
| Coureur                   | Coureur                   | Pays                      | Équipe                    | Points                    |
| ------------------------- | ------------------------- | ------------------------- | ------------------------- | ------------------------- |
| 1er                       | Iván Sosa                 | Colombie                  | Movistar Team             | 20 pts                    |
| 2e                        | Michael Woods             | Canada                    | Israel-Premier Tech       | 13 pts                    |
| 3e                        | Alejandro Valverde        | Espagne                   | Movistar Team             | 13 pts                    |
| 4e                        | Jon Barrenetxea           | Espagne                   | Caja Rural-Seguros RGA    | 8 pts                     |
| 5e                        | Simon Geschke             | Allemagne                 | Cofidis                   | 5 pts                     |
| 6e                        | Gorka Izagirre            | Espagne                   | Movistar Team             | 4 pts                     |
| 7e                        | Antonio Angulo            | Espagne                   | Euskaltel-Euskadi         | 4 pts                     |
| 8e                        | Derek Gee                 | Canada                    | Israel-Premier Tech       | 3 pts                     |
| 9e                        | Joaquim Silva             | Portugal                  | Efapel Cycling            | 3 pts                     |
| 10e                       | Diego Camargo             | Colombie                  | EF Education-EasyPost     | 3 pts                     |

| Classement de la montagne | Classement de la montagne | Classement de la montagne | Classement de la montagne | Classement de la montagne |
| Coureur                   | Coureur                   | Pays                      | Équipe                    | Points                    |
| ------------------------- | ------------------------- | ------------------------- | ------------------------- | ------------------------- |
| 1er                       | Iván Sosa                 | Colombie                  | Movistar Team             | 20 pts                    |
| 2e                        | Michael Woods             | Canada                    | Israel-Premier Tech       | 13 pts                    |
| 3e                        | Alejandro Valverde        | Espagne                   | Movistar Team             | 13 pts                    |
| 4e                        | Jon Barrenetxea           | Espagne                   | Caja Rural-Seguros RGA    | 8 pts                     |
| 5e                        | Simon Geschke             | Allemagne                 | Cofidis                   | 5 pts                     |
| 6e                        | Gorka Izagirre            | Espagne                   | Movistar Team             | 4 pts                     |
| 7e                        | Antonio Angulo            | Espagne                   | Euskaltel-Euskadi         | 4 pts                     |
| 8e                        | Derek Gee                 | Canada                    | Israel-Premier Tech       | 3 pts                     |
| 9e                        | Joaquim Silva             | Portugal                  | Efapel Cycling            | 3 pts                     |
| 10e                       | Diego Camargo             | Colombie                  | EF Education-EasyPost     | 3 pts                     |

| Classement du meilleur jeune | Classement du meilleur jeune | Classement du meilleur jeune | Classement du meilleur jeune | Classement du meilleur jeune |
| Coureur                      | Coureur                      | Pays                         | Équipe                       | Temps                        |
| ---------------------------- | ---------------------------- | ---------------------------- | ---------------------------- | ---------------------------- |
| 1er                          | Igor Arrieta                 | Espagne                      | Equipo Kern Pharma           | 12 h 38 min 30 s             |
| 2e                           | Filippo Zana                 | Italie                       | Bardiani CSF Faizanè         | + 51 s                       |
| 3e                           | Alex Molenaar                | Pays-Bas                     | Burgos-BH                    | + 2 min 46 s                 |
| 4e                           | Ibon Ruiz                    | Espagne                      | Equipo Kern Pharma           | + 9 min 49 s                 |
| 5e                           | Unai Iribar                  | Espagne                      | Euskaltel-Euskadi            | + 10 min 20 s                |
| 6e                           | Carlos Canal                 | Espagne                      | Euskaltel-Euskadi            | + 12 min 25 s                |
| 7e                           | Jon Barrenetxea              | Espagne                      | Caja Rural-Seguros RGA       | + 17 min 34 s                |
| 8e                           | Erik Fetter                  | Hongrie                      | Eolo-Kometa                  | + 17 min 34 s                |
| 9e                           | Savva Novikov                | Russie                       | Equipo Kern Pharma           | + 18 min 38 s                |
| 10e                          | Alessandro Fancellu          | Italie                       | Eolo-Kometa                  | + 18 min 57 s                |

| Classement du meilleur jeune | Classement du meilleur jeune | Classement du meilleur jeune | Classement du meilleur jeune | Classement du meilleur jeune |
| Coureur                      | Coureur                      | Pays                         | Équipe                       | Temps                        |
| ---------------------------- | ---------------------------- | ---------------------------- | ---------------------------- | ---------------------------- |
| 1er                          | Igor Arrieta                 | Espagne                      | Equipo Kern Pharma           | 12 h 38 min 30 s             |
| 2e                           | Filippo Zana                 | Italie                       | Bardiani CSF Faizanè         | + 51 s                       |
| 3e                           | Alex Molenaar                | Pays-Bas                     | Burgos-BH                    | + 2 min 46 s                 |
| 4e                           | Ibon Ruiz                    | Espagne                      | Equipo Kern Pharma           | + 9 min 49 s                 |
| 5e                           | Unai Iribar                  | Espagne                      | Euskaltel-Euskadi            | + 10 min 20 s                |
| 6e                           | Carlos Canal                 | Espagne                      | Euskaltel-Euskadi            | + 12 min 25 s                |
| 7e                           | Jon Barrenetxea              | Espagne                      | Caja Rural-Seguros RGA       | + 17 min 34 s                |
| 8e                           | Erik Fetter                  | Hongrie                      | Eolo-Kometa                  | + 17 min 34 s                |
| 9e                           | Savva Novikov                | Russie                       | Equipo Kern Pharma           | + 18 min 38 s                |
| 10e                          | Alessandro Fancellu          | Italie                       | Eolo-Kometa                  | + 18 min 57 s                |

| Classement par équipes | Classement par équipes | Classement par équipes | Classement par équipes |
| Équipe                 | Équipe                 | Pays                   | Temps                  |
| ---------------------- | ---------------------- | ---------------------- | ---------------------- |
| 1re                    | Movistar Team          | Espagne                | 37 h 53 min 08 s       |
| 2e                     | Cofidis                | France                 | + 1 min 22 s           |
| 3e                     | Israel-Premier Tech    | Israël                 | + 4 min 31 s           |
| 4e                     | Equipo Kern Pharma     | Espagne                | + 7 min 33 s           |
| 5e                     | Caja Rural-Seguros RGA | Espagne                | + 16 min 11 s          |

| Classement par équipes | Classement par équipes | Classement par équipes | Classement par équipes |
| Équipe                 | Équipe                 | Pays                   | Temps                  |
| ---------------------- | ---------------------- | ---------------------- | ---------------------- |
| 1re                    | Movistar Team          | Espagne                | 37 h 53 min 08 s       |
| 2e                     | Cofidis                | France                 | + 1 min 22 s           |
| 3e                     | Israel-Premier Tech    | Israël                 | + 4 min 31 s           |
| 4e                     | Equipo Kern Pharma     | Espagne                | + 7 min 33 s           |
| 5e                     | Caja Rural-Seguros RGA | Espagne                | + 16 min 11 s          |

### Classement UCI
La course attribue des points au Classement mondial UCI 2022 selon le barème suivant.
| Position           | 1er | 2e | 3e | 4e | 5e | 6e | 7e | 8e | 9e | 10e | 11e | 12e | 13e à 15e | 16e à 25e |
| Classement général | 125 | 85 | 70 | 60 | 50 | 40 | 35 | 30 | 25 | 20  | 15  | 10  | 5         | 3         |
| Par étape          | 14  | 5  | 3  |    |    |    |    |    |    |     |     |     |           |           |
| Leader, par étape  | 3   |    |    |    |    |    |    |    |    |     |     |     |           |           |

## Évolution des classements
| Étape              | Vainqueur          | Classement général | Classement par points | Classement de la montagne | Classement du meilleur jeune | Classement par équipes |
| ------------------ | ------------------ | ------------------ | --------------------- | ------------------------- | ---------------------------- | ---------------------- |
| 1                  | Magnus Cort        | Magnus Cort        | Magnus Cort           | Jon Barrenetxea           | Jon Barrenetxea              | Movistar               |
| 2                  | Michael Woods      | Michael Woods      | Antonio Angulo        | Jon Barrenetxea           | Filippo Zana                 | Israel-Premier Tech    |
| 3                  | Alejandro Valverde | Michael Woods      | Alejandro Valverde    | Iván Sosa                 | Igor Arrieta                 | Movistar               |
| 4                  | Mark Padun         | Alejandro Valverde | Alejandro Valverde    | Iván Sosa                 | Igor Arrieta                 | Movistar               |
| Classements finals | Classements finals | Alejandro Valverde | Alejandro Valverde    | Iván Sosa                 | Igor Arrieta                 | Movistar               |